# 伊朗河流列表
伊朗河流列表，列舉全部或部分在伊朗境內的河流，並依照流域排列。支流則由河口至源頭排序。

## 注入波斯灣
- 阿拉伯河
  - 卡倫河
    - 迪茲河

  - 底格里斯河
    - 卡爾黑河
- 佐赫雷河
- 曼德河

## 注入安曼灣
- 巴胡卡拉特河

## 注入內流盆地

### 裏海
- 庫拉河
  - 阿拉斯河

### 西斯坦盆地
- 赫爾曼德河

### 卡拉庫姆沙漠
- 捷詹河-哈里河